# Alfredo Keil
Alfredo Cristiano Keil (Lisbona, 3 luglio 1850 – Amburgo, 4 ottobre 1907) è stato un compositore, pittore, poeta, archeologo e collezionista d'arte portoghese.

## Vita e opera
Nato a Lisbona nel 1850, era figlio di João Cristiano Keil e di Maria Josefina Stellflug, entrambi di origine tedesca e stabilitisi in Portogallo. La sua formazione ebbe luogo in Germania, culla del Romanticismo. Questo è stato forse uno dei motivi per cui l'artista in seguito si oppose alle nuove tendenze già esistenti in Europa.
Studiò disegno e musica a Norimberga, in un'accademia gestita dai pittori Wilhelm von Kaulbach e August von Kreling. Nel 1870, a causa della guerra franco-prussiana, tornò in Portogallo.
L'ultimatum inglese al Portogallo del 1890 offrì ad Alfredo Keil l'ispirazione per la composizione del canto patriottico A Portuguesa, con testi di Henrique Lopes de Mendonça. La canzone divenne popolare in tutto il paese e in seguito sarebbe divenuta inno nazionale del Portogallo, approvato nel 1911, dopo la proclamazione della Repubblica nel corso dell'anno precedente.
Massone, fu membro del Grande Oriente Lusitano .

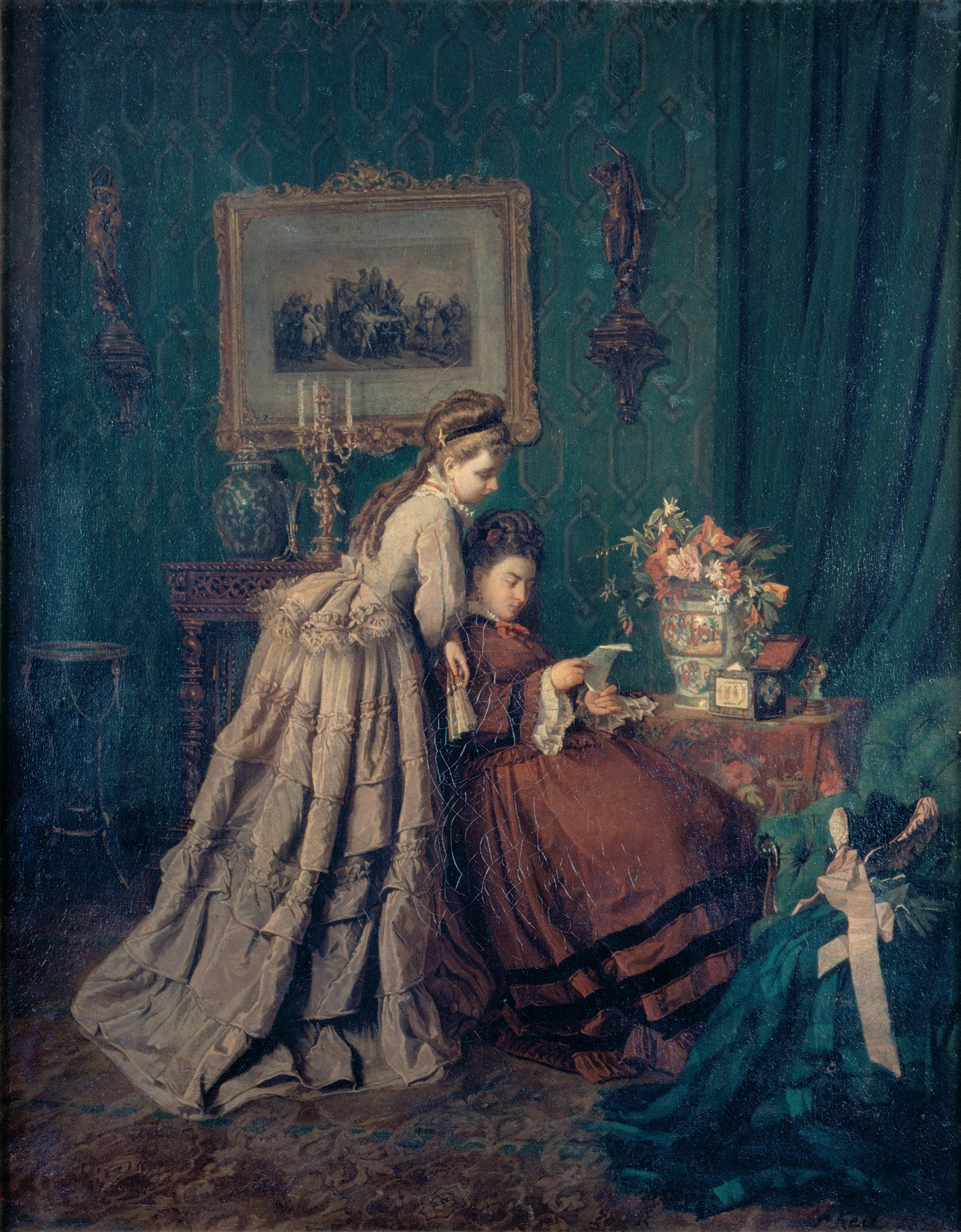
Leitura de uma carta (1874)

Keil fu pittore romantico, in un tempo in cui il mondo dell'arte stava andando verso il realismo. Musicista e compositore lirico, scrittore e poeta, Keil non era un pittore a tempo pieno pur non essendo nemmeno un amatore perché dipinse regolarmente e lasciò centinaia di quadri, di tratto sottile e delicato e qualità eccellente.

### Lavori principali
Era un pittore di paesaggi, ma anche di interni raffinati, come nel quadro Leitura de uma carta del 1874, accolto con entusiasmo dalla nobiltà ancora dominante ma anche dalla ricca borghesia, più sensibile all'arte semplice del romanticismo.
I suoi lavori conquistarono un segmento considerevole del mercato. Nel 1890 tenne una mostra personale a Lisbona, molto visitata, nella quale erano esposti circa trecento dipinti. Fu la consacrazione nel suo paese, dopo il riconoscimento ottenuto all'estero.
Nel 1878 fu presente all'Esposizione internazionale di Parigi; nel 1879 fu in Brasile al Salone nazionale di Belle Arti, dove vinse una medaglia d'oro; nel 1886 partecipò all'Esposizione di Madrid, ricevendo la decorazione dell'Ordine di Carlo III.
In Portogallo, la sua attività di pittore venne offuscata dalla brillantezza con cui eccelleva nella musica e nella poesia. Fu la musica, in particolare, che gli diede il maggiore successo, con la composizione dell'inno nazionale A Portuguesa. La sua composizione più nota, tuttavia, fu una Marcia funebre.
Tra i libri pubblicati, si può ricordare Tojos e Rosmaninhos, poema del 1908, opera ispirata alle leggende e alle tradizioni di Ferreira do Zêzere località frequentata oltre che da Keil da molti artisti della fine del XIX secolo, come José Campas, José Ferreira Chaves, José Joaquim Teixeira Lopes, António Saúde, Simões de Almeida e dal re Carlo I del Portogallo.

### Musiche per il teatro
Nell'attività di compositore si distinguono le opere Donna Bianca (1883), Irene (1893) e Serrana (1899), poi considerata la migliore opera portoghese.
- Susana, opera comica in un atto, libretto di Henrique Lopes de Mendonça, Lisbona, Teatro Trindade, 1883
- Donna Bianca, dramma lirico in un prologo e quattro atti, libretto di Cesare Fereal (da Dona Branca di Almeida Garrett), Lisbona, Teatro Nacional de São Carlos, 10 marzo 1888
- Irene, leggenda mistica (dramma lirico) in quattro atti, libretto di Cesare Fereal (dalla leggenda popolare Santa Iria), Torino, Teatro Regio, 22 marzo 1893 con Giuseppe Cremonini Bianchi
- Serrana, dramma lírico in tre atti, libretto di Henrique Lopes de Mendonça (da Como ela amava di Camilo Castelo Branco), Lisbona, Teatro Nacional de São Carlos, 13 marzo 1899
- A morte, musiche di scena per Henrique Lopes de Mendonça (due numeri, tra cui la Marcia Funebre)

### Altre composizioni musicali
- Patria, cantata, 1884
- As orientais, cantata, testo di Cesare Fereal, 1886
- Poema da primavera, cantata, 1930
- A Portuguesa, inno, testo di Henrique Lopes de Mendonça, Lisbona, 1890
- Hino do Infante D. Henrique, Porto, 1893
- 12 mélodies,  Lisbona, 1881
- 12 impressions poétiques, Lisbona, 1885
- 6 canzoni su testi di Sully Prudhomme e J. de Saint-Germain, Parigi 1886

Compose inoltre altre canzoni, suite orchestrali e pezzi per pianoforte, tra cui polche e mazurche.